# Поленский (гора)
Поле́нский (другие названия — Поленски, Поленска) — гора в  Украинских Карпатах, в массиве Горганы. Расположена в пределах Надворнянского района  Ивано-Франковской области, южнее села  Черник и восточнее села Быстрица.
Высота 1693 м. Лежит в северо-западной части  хребта Довбушанка. Северные и восточные склоны крутые, труднопроходимые. Вершина и привершинные склоны незалесненные, с каменными осыпищами, местами — криволесье из сосны горной, ниже — лесные массивы.
Северо-восточнее вершины расположена гора Козий Горган (1617 м), на юго-восток — горы Ведмежик (1737 м) и Довбушанка (1754 м).
Гора расположена в пределах заповедника «Горганы».
Ближайшие населенные пункты:  Черник, Быстрица.
- Название горы происходит от слова поляна.